# Center City Commuter Connection
Die Center City Commuter Connection (auch kurz Commuter Tunnel, deutsch innerstädtische Pendler-Verbindung oder Pendlertunnel) ist der innerstädtische Regionalbahntunnel in Philadelphia im US-Bundesstaat Pennsylvania. Er wurde 1984 eröffnet, ist 1,7 Meilen (2,74 km) lang, durchgehend viergleisig, elektrifiziert und besitzt einen Zwischenhalt. Der Tunnel verbindet die Suburban Station mit der SEPTA Main Line und damit die Streckennetze der einst konkurrierenden Gesellschaften Pennsylvania Railroad (PRR) und Reading Company (RDG) miteinander. Er wird ausschließlich von den Regionalbahnen der Southeastern Pennsylvania Transportation Authority (SEPTA) befahren.
Der Tunnel schließt direkt an die unterirdische, 1930 eröffnete Suburban Station der PRR an der 16th Street an. Von dort verläuft er unter der Filbert Street entlang Richtung Westen. Zwischen der 9th und 8th Street schwenkt die Strecke dann in einer 90-Grad-Kurve nach Norden ein und erscheint schließlich in Höhe Spring Garden Street wieder an der Oberfläche, um kurz darauf in die alte Strecke der Reading einzumünden. Der einzige Zwischenhalt, die Jefferson Station, befindet sich in Höhe 12th Street und damit unmittelbar westlich des alten Reading Terminals.
Die ersten konkreten Planungen, die beiden innerstädtischen Endbahnhöfe der PRR und der Reading miteinander zu verbinden, datieren von 1958. Ziel war es einerseits, die bestehenden Vorortlinien beider Seiten durchzubinden und damit den Nahverkehr effizienter und attraktiver zu gestalten. Andererseits sollte damit ein Projekt zur Stadterneuerung initiiert werden, das eine Aufwertung des innerstädtischen Haupteinkaufsbereichs nordöstlich des Rathauses vorsah. Die Baukosten sollten die Stadt, der Staat Pennsylvania und die betroffenen Bahngesellschaften übernehmen.
Das Projekt war zu Anfang heftig umstritten. Vor allem bei der zuständigen Bundesbehörde Urban Mass Transportation Administration (UMTA) gab es erhebliche Zweifel an der Machbarkeit und Sinnhaftigkeit des Tunnels, nicht zuletzt, weil die meisten Elektrotriebwagen der damaligen Zeit den starken Steigungen von bis zu 2,8 % nicht gewachsen waren. Auch von Seiten der Bahngesellschaften regte sich angesichts der hohen Kosten erheblicher Widerstand; durch ihre Konkurse 1970 (PRR) und 1971 (Reading) fielen sie als Geldgeber schließlich ganz aus. Doch die Ölkrise 1974 und die Ausweitung des Zuständigkeitsbereichs der UMTA in Richtung Stadterneuerung brachte die Wendung. Die Baukosten konnten nun zu 80 % aus Bundesmitteln bestritten werden. Der Spatenstich erfolgte schließlich am 22. Juni 1978.
Der Bau brachte erhebliche Herausforderungen mit sich. Die Filbert Street war für einen viergleisigen Tunnel zu schmal, so dass ein Gleis direkt unter den Fundamenten zum Teil sehr alter Hochhäuser angelegt werden musste. Dazu mussten zwei U-Bahn-Strecken über- und unterquert werden und 400 Fuß (122 m) Straßenbahntunnel der Subway–Surface Trolley Lines einige Meter nach Süden verlegt werden. Die Baukosten summierten sich am Ende auf 330 Millionen US-Dollar. Die Eröffnung fand 1984 in zwei Etappen statt. Am 2. Juli wurde die Market East Station eröffnet und fortan von der Suburban Station her mit einem Pendelzug angefahren. Der Regelbetrieb wurde schließlich am 10. November aufgenommen; die offiziellen Feierlichkeiten fanden zwei Tage später, am 12. November statt. 1985 wurde das Bauprojekt mit dem Outstanding Civil Engineering Achievement Award der American Society of Civil Engineers ausgezeichnet.
2007 wurden an der Suburban Station und der Market East Station zusammengenommen 36.017 Einsteiger pro Tag gezählt.